# واکه پسین
واکه پسین (انگلیسی: Back vowel) به دسته‌ای از واکه‌ها گفته می‌شود که هنگام تلفظشان پَسِ زبان به سمت نرم‌کام بالا برده می‌شود.